# Coyhaique
Coyhaique är en stad i Chile och är huvudort i regionen Aysén del General Carlos Ibáñez del Campo. Folkmängden uppgår till cirka 50 000 invånare. Staden grundades år 1929 av nybyggare. Vägen Carretera Austral öppnades på 1980-talet.